# Lake megye (Oregon)
Lake megye az Amerikai Egyesült Államokban, azon belül Oregon államban található. Megyeszékhelye és legnagyobb városa Lakeview. Lakosainak száma 8160 fő (2020. április 1.).

## Szomszédos megyék
- Deschutes megye (észak)
- Harney megye (kelet)
- Washoe megye (dél)
- Modoc megye (dél)
- Klamath megye (nyugat)

## Népesség
A megye népességének változása:
| Lakosok száma | 7882 | 7922 | 7785 | 7820 | 7829 | 8160 |
|               | 2010 | 2011 | 2012 | 2013 | 2015 | 2020 |